# 夢幻アンソロジーシリーズ
『夢幻アンソロジーシリーズ』（むげんアンソロジーシリーズ）は、祥伝社より発行されている日本のアンソロジーコミックのシリーズ。2006年3月に第1巻となる『幻想序曲』が発行され、以降、季刊（3、6、9、12月の8日頃発売、発行日は15日）となっている。2012年9月に27巻が発行された後、2012年12月8日発売号より『幻想アンソロジー haruca［ハルカ］』としてリニューアルされた。

## 概要
「夢幻」という言葉をシリーズに冠する通り、ファンタジー作品を中心に構成されている。表紙では「オール新作読み切り」と書かれているが、実際には連載作品が多い。
掲載作品は同社の「幻想コレクション」レーベルにて順次コミックス化されている。

## 主な執筆陣
主な掲載作品も併せて示す。
- 秋乃茉莉 - 「冥黒の奏音（カノン）」
- 遠藤淑子 - 「プラネット」
- かまたきみこ - 「ドリームイーター」
- 篠原烏童 - 「生類憐レマント欲ス」
- 氷栗優 - 「バビロニアの獅子」
- 吉川うたた - 「月光ホテル」

## 過去の執筆陣
- 夢花李 -「天狗神」（17巻までは表紙イラストも担当）
- 立野真琴 - 「エンジェリック・ルーン」
- 潮見知佳 - 「ラグトニア」
- 都筑せつり
- 藤丞めぐる - 「緋桜白拍子外伝」

## 各巻タイトル
9巻までは「幻想○曲」という形式だったが、10巻から17巻までは「幻想花伝」のタイトルにサブタイトルが繋がる形になっていた。
1. 幻想序曲
2. 幻想協奏曲
3. 幻想交響曲
4. 幻想円舞曲
5. 幻想即興曲
6. 幻想組曲
7. 幻想小夜曲
8. 幻想夜想曲
9. 幻想変奏曲
10. 幻想花伝 レインリリーの誘惑
11. 幻想花伝 ミッドナイトムーンの夢
12. 幻想花伝 クリスマスローズの初恋
13. 幻想花伝 カサブランカの純真
14. 幻想花伝 ジャスミンと花嫁
15. 幻想花伝 ストロベリーキャンドル
16. 幻想花伝 ペパーミントマジック
17. 幻想花伝 キャットテール・ダンス （ここまで表紙は夢花李）
18. 幻想異界 孔雀天 （表紙：秋乃茉莉）
19. 幻想異界 イシス・サーガ（表紙：あき）
20. 幻想異界 朱雀宮 （表紙：篠原烏童）
21. 幻想異界 ソロモンの誓約（表紙：氷栗優）
22. 幻想異界 ピクシーレッド（表紙：遠藤淑子）
23. 幻想異界 エクリプス（表紙：秋乃茉莉）
24. 幻想異界 ウンディーネ（表紙：あき）
25. 幻想異界 鶯神楽（表紙：篠原烏童）
26. 幻想異界 フェアリーテール（表紙：遠藤淑子）
27. 幻想異界 星月夜（表紙：碧也ぴんく）